# Berkeley Fast File System
Berkeley Fast File System (FFS) – 64-bitowy system plików używany w otwartych systemach operacyjnych z rodziny BSD. Na podstawie systemu FFS został napisany linuksowy ext2.